# Justicia mollis
Justicia mollis är en akantusväxtart som beskrevs av Ernst Meyer. Justicia mollis ingår i släktet Justicia och familjen akantusväxter. Inga underarter finns listade i Catalogue of Life.